# Ze willen wel je hond aaien maar niet met je praten
Ze willen wel je hond aaien maar niet met je praten is het debuutalbum van de Nederlandse band Roosbeef.

## Opnamen
In 2006 had Roosbeef een demo in eigen beheer uitgebracht, met daarop een mix van Nederlandstalige en Engelstalige nummers. De demo maakte veel indruk en de band kwam in contact met Excelsior Recordings. Er werd besloten de plaat op te nemen met Zita Swoon-gitarist Tom Pintens en, om meer scherpte in de nummers te brengen, Tjeerd Bomhof van Voicst, die eerder met Roos Rebergen in de De Stratemakeropzeeshow-voorstelling op De Parade had gespeeld, te vragen de band te begeleiden tijdens het opname- en schrijfproces. De band besloot de Engelstalige nummers achterwege te laten en een volledig Nederlandstalig album te maken.
De opnames vonden gedurende 2008 plaats in de huisstudio van Excelsior in Weesp en de eigen studio van producer Tom Pintens. Op 15 december 2008 verscheen de plaat. Van het album werden geen officiële singles getrokken. Wel werd direct na het verschijnen van de plaat het nummer Onder invloed veelvuldig gedraaid op 3FM, met name door Rob Stenders. In april 2009 verscheen er een videoclip van het nummer Te heet gewassen en in augustus van dat jaar van Alles draait. De videoclips werden gemaakt door Sander Kloppenburg, die hiervoor losse foto's bewerkte tot een bewegend geheel. Kloppenburg maakte ook het artwork van het album met Myra Lanters, namens KEK design.

## Bandleden
- Roos Rebergen - zang, piano en accordeon
- Reinier van den Haak - gitaar
- Harmen de Bresser - basgitaar en contrabas
- Tim van Oosten - drums

### Gastmuzikanten
- Tom Pintens - klarinet, piano, akoestische gitaar, zang, synthesizer
- Tjeerd Bomhof - zang
- Glenn Magerman - trompet

## Tracklist
1. Onder invloed (Rebergen/Roosbeef)
2. Te heet gewassen (Rebergen/Roosbeef)
3. Jongen gaat het leger in (Rebergen/Roosbeef)
4. Volle magen (Rebergen/Roosbeef/Dazzled Kid)
5. Meisjes (Rebergen/Roosbeef/Dazzled Kid)
6. Zomer (Rebergen/Roosbeef/Dazzled Kid)
7. Boerderij (Rebergen/Roosbeef)
8. Buitenboord (Rebergen/Roosbeef)
9. Alleen (Rebergen/Roosbeef/Dazzled Kid)
10. Alles draait (Rebergen/Roosbeef)
11. Boerderij deel II (Rebergen/Roosbeef)
12. Corry (Verborgen track) (Rebergen/Roosbeef)

## Hitnotering
| "Ze willen wel je hond aaien maar niet met je praten" in de Nederlandse Album Top 100 - binnen: 20-12-2008 | "Ze willen wel je hond aaien maar niet met je praten" in de Nederlandse Album Top 100 - binnen: 20-12-2008 | "Ze willen wel je hond aaien maar niet met je praten" in de Nederlandse Album Top 100 - binnen: 20-12-2008 | "Ze willen wel je hond aaien maar niet met je praten" in de Nederlandse Album Top 100 - binnen: 20-12-2008 | "Ze willen wel je hond aaien maar niet met je praten" in de Nederlandse Album Top 100 - binnen: 20-12-2008 | "Ze willen wel je hond aaien maar niet met je praten" in de Nederlandse Album Top 100 - binnen: 20-12-2008 | "Ze willen wel je hond aaien maar niet met je praten" in de Nederlandse Album Top 100 - binnen: 20-12-2008 | "Ze willen wel je hond aaien maar niet met je praten" in de Nederlandse Album Top 100 - binnen: 20-12-2008 | "Ze willen wel je hond aaien maar niet met je praten" in de Nederlandse Album Top 100 - binnen: 20-12-2008 | "Ze willen wel je hond aaien maar niet met je praten" in de Nederlandse Album Top 100 - binnen: 20-12-2008 | "Ze willen wel je hond aaien maar niet met je praten" in de Nederlandse Album Top 100 - binnen: 20-12-2008 | "Ze willen wel je hond aaien maar niet met je praten" in de Nederlandse Album Top 100 - binnen: 20-12-2008 | "Ze willen wel je hond aaien maar niet met je praten" in de Nederlandse Album Top 100 - binnen: 20-12-2008 | "Ze willen wel je hond aaien maar niet met je praten" in de Nederlandse Album Top 100 - binnen: 20-12-2008 | "Ze willen wel je hond aaien maar niet met je praten" in de Nederlandse Album Top 100 - binnen: 20-12-2008 | "Ze willen wel je hond aaien maar niet met je praten" in de Nederlandse Album Top 100 - binnen: 20-12-2008 | "Ze willen wel je hond aaien maar niet met je praten" in de Nederlandse Album Top 100 - binnen: 20-12-2008 | "Ze willen wel je hond aaien maar niet met je praten" in de Nederlandse Album Top 100 - binnen: 20-12-2008 | "Ze willen wel je hond aaien maar niet met je praten" in de Nederlandse Album Top 100 - binnen: 20-12-2008 | "Ze willen wel je hond aaien maar niet met je praten" in de Nederlandse Album Top 100 - binnen: 20-12-2008 | "Ze willen wel je hond aaien maar niet met je praten" in de Nederlandse Album Top 100 - binnen: 20-12-2008 | "Ze willen wel je hond aaien maar niet met je praten" in de Nederlandse Album Top 100 - binnen: 20-12-2008 | "Ze willen wel je hond aaien maar niet met je praten" in de Nederlandse Album Top 100 - binnen: 20-12-2008 | "Ze willen wel je hond aaien maar niet met je praten" in de Nederlandse Album Top 100 - binnen: 20-12-2008 | "Ze willen wel je hond aaien maar niet met je praten" in de Nederlandse Album Top 100 - binnen: 20-12-2008 | "Ze willen wel je hond aaien maar niet met je praten" in de Nederlandse Album Top 100 - binnen: 20-12-2008 | "Ze willen wel je hond aaien maar niet met je praten" in de Nederlandse Album Top 100 - binnen: 20-12-2008 | "Ze willen wel je hond aaien maar niet met je praten" in de Nederlandse Album Top 100 - binnen: 20-12-2008 | "Ze willen wel je hond aaien maar niet met je praten" in de Nederlandse Album Top 100 - binnen: 20-12-2008 | "Ze willen wel je hond aaien maar niet met je praten" in de Nederlandse Album Top 100 - binnen: 20-12-2008 | "Ze willen wel je hond aaien maar niet met je praten" in de Nederlandse Album Top 100 - binnen: 20-12-2008 | "Ze willen wel je hond aaien maar niet met je praten" in de Nederlandse Album Top 100 - binnen: 20-12-2008 | "Ze willen wel je hond aaien maar niet met je praten" in de Nederlandse Album Top 100 - binnen: 20-12-2008 | "Ze willen wel je hond aaien maar niet met je praten" in de Nederlandse Album Top 100 - binnen: 20-12-2008 | "Ze willen wel je hond aaien maar niet met je praten" in de Nederlandse Album Top 100 - binnen: 20-12-2008 | "Ze willen wel je hond aaien maar niet met je praten" in de Nederlandse Album Top 100 - binnen: 20-12-2008 | "Ze willen wel je hond aaien maar niet met je praten" in de Nederlandse Album Top 100 - binnen: 20-12-2008 | "Ze willen wel je hond aaien maar niet met je praten" in de Nederlandse Album Top 100 - binnen: 20-12-2008 |
| Week | 01 | 02 | 03 | 04 | 05 | 06 | 07 | 08 | 09 | 10 | 11 | 12 | 13 | 14 | 15 | 16 | 17 | 18 | 19 | | 20 | | 21 | | 22 | | 23 | | 24 | 25 | | 26 | | 27 | | 28 | |
| --- | --- | --- | --- | --- | --- | --- | --- | --- | --- | --- | --- | --- | --- | --- | --- | --- | --- | --- | --- | --- | --- | --- | --- | --- | --- | --- | --- | --- | --- | --- | --- | --- | --- | --- | --- | --- | --- |
| Nummer | 59 | 70 | 67 | 53 | 24 | 19 | 16 | 28 | 39 | 46 | 48 | 61 | 47 | 59 | 65 | 85 | 94 | 70 | 89 | uit | 99 | uit | 79 | uit | 87 | uit | 61 | uit | 59 | 81 | uit | 59 | uit | 91 | uit | 98 | uit |